# Chalmazel-Jeansagnière
Chalmazel-Jeansagnière è un comune francese del dipartimento della Loira della regione dell'Alvernia-Rodano-Alpi.
È stato creato il 1º gennaio 2016 dalla fusione dei preesistenti comuni di Chalmazel e Jeansagnière.
Il capoluogo è la località di Chalmazel.